# Abtal Al Khaleej FC
L'Abtal Al Khaleej FC,(in arabo: نادي جلف إف سي), anche noto come Gulf Football Club, è una polisportiva con sede nel quartiere di Mirdif a Dubai che nella stagione 2023-2024 militerà nella UAE Division 1.
I colori sociali del club sono il viola e il bianco. La squadra gioca, momentaneamente,  le sue partite casalinghe presso lo Stadio Khalid Bin Mohammed di Sharjah; a causa delle ridotte dimensioni del Abtal Al Khaleej Stadium

## Storia
Fondato nel 2020 dalla The Gulf Heroes LLC, una compagnia specializzata in accademie sportive. Il club nella sua prima stagione agonistica si è iscritta alla, neonata UAE Second Division. L'esordio nella terza lega emiratina si rivela un successo infatti, l'Abtal Al Khaleej, batte in finale il Dubai City per 3-0. La vittoria garantisce alla squadra il titolo di campioni della Seconda Divisione 2020-21 e la promozione nella UAE Division 1
. Questo traguardo fa dell'Abtal Al Khaleej, uno dei primi due club, gestiti da privati a competere nel secondo livello del campionato degli Emirati Arabi.
Il club esordisce nella UAE Division 1, nella stagione 2021-2022 concludendo il campionato all'undicesimo posto in classifica, collezionando 24 punti che valgono la salvezza e la permanenza nella divisione.

## Palmarès

### Competizioni nazionali
- UAE Second Division League: 1

2020–2021

## Organico
Aggiornato per la stagione 2023-2024.
| N. |                                | Ruolo | Calciatore        |
| -- | ------------------------------ | ----- | ----------------- |
| 1  | Marocco (bandiera)             | P     | Hamza Bennis      |
| 2  | Emirati Arabi Uniti (bandiera) | D     | Shehab Abdullah   |
| 3  | Emirati Arabi Uniti (bandiera) | D     | Ahmed Hassan      |
| 4  | Senegal (bandiera)             | D     | Ibrahima Badji    |
| 6  | Senegal (bandiera)             | C     | Lassana Camara    |
| 7  | Brasile (bandiera)             | C     | Renner            |
| 8  | Ciad (bandiera)                | C     | Annour Sossal     |
| 9  | Nigeria (bandiera)             | A     | Ayodeji Adeyinka  |
| 10 | Marocco (bandiera)             | C     | Ayoub Benyattou   |
| 11 | Egitto (bandiera)              | C     | Hazem Mohammed    |
| 13 | Ghana (bandiera)               | D     | Abdul Aziz Osman  |
| 14 | Egitto (bandiera)              | D     | Mohammed Abu Aita |
| 16 | Emirati Arabi Uniti (bandiera) | D     | Jamal Abdulnasser |
| 17 | Emirati Arabi Uniti (bandiera) | C     | Nasser Al-Shahary |
| 18 | Brasile (bandiera)             | C     | Mateos Bastos     |

| N. |                                | Ruolo | Calciatore             |
| -- | ------------------------------ | ----- | ---------------------- |
| 19 | Emirati Arabi Uniti (bandiera) | D     | Abdullah Eisa          |
| 21 | Emirati Arabi Uniti (bandiera) | D     | Majed Ahmed            |
| 23 | Emirati Arabi Uniti (bandiera) | C     | Salmeen Salem          |
| 25 | Senegal (bandiera)             | D     | Fallou Mendy           |
| 26 | Emirati Arabi Uniti (bandiera) | C     | Abdulrahman Bani Zamah |
| 27 | Emirati Arabi Uniti (bandiera) | D     | Mohammed Al-Balochi    |
| 30 | Emirati Arabi Uniti (bandiera) | C     | Nawaf Farid            |
| 33 | Nigeria (bandiera)             | A     | Williams Obande        |
| 39 | Emirati Arabi Uniti (bandiera) | P     | Yousef Eisa            |
| 44 | Emirati Arabi Uniti (bandiera) | D     | Ali Moustafa           |
| 47 | Emirati Arabi Uniti (bandiera) | C     | Abdullah Al Mulla      |
| 77 | Emirati Arabi Uniti (bandiera) | P     | Omair Al-Hammadi       |
| 90 | Emirati Arabi Uniti (bandiera) | C     | Omar Abdulghani        |
| 99 | Emirati Arabi Uniti (bandiera) | C     | Mohammed Khaled        |
|    | Emirati Arabi Uniti (bandiera) | P     | Ibrahim Al-Balochi     |